# Laia Flores i Costa
Laia Flores i Costa   (Mataró, 1 de març de 1996) és una jugadora de bàsquet catalana.
Base, començà a jugar als vuit anys a la Unió Esportiva Mataró, on aconseguí campionats de Catalunya en categoria infantil, cadet i júnior, i diversos subcampionats d'Espanya. La temporada 2013-14 jugà al Club Bàsquet Femení Sant Adrià en categoria júnior i debutà amb el primer equip a la Copa Catalunya, amb el qual aconseguí l'ascens a la Lliga femenina 2. Continuà la seva formació jugant a la Lliga NCAA amb els South Florida Bulls durant quatre temporades (2014-18), destacant el rècord històric d'assistències total de la universitat que assolí en una temporada i en un partit (17). Tornà a les competicions estatals debutant a la Lliga femenina amb el Mann Filter Casablanca (2018-19) i la temporada següent jugà al Sicily By Car Palermo Basket de la lliga italiana. Després de les aturades de les competiciones esportives pel COVID-19, fitxà pel Campus Promete de Logronyo. La seva actuació permeté la salvació de l'equip a la Lliga femenina i ésser nominada com a jugadora revelació de la temporada. Degut a les baixes per lesió del Uni Girona Club de Bàsquet, s'hi incorporà l'abril de 2021 i disputà els play-offs de la competició estatal. Amb el club gironí jugà dues temporades, guanyà una Supercopa d'Espanya (2022) i competí a l'Eurolliga femenina. La temporada 2023-24 jugà amb el Lointek Gernika i el maig de 2024 fitxa pel Casademont Saragossa. Internacional amb la selecció espanyola en categories de formació, s'ha proclamat campiona d'Europa sub-16 (2012), sub-18 (2013) i sub-20 (2015 i 2016). Amb l'absoluta ha debutat internacionalment el maig de 2021. Amb la selecció catalana ha disputat un partit internacional contra Ucraïna el maig 2023.
També ha competit en la modalitat 3x3. Ha sigut internacional amb la selecció espanyola i ha aconseguit un medalla de bronze al Campionat del Món sub-18 (2013) i una medalla d'argent als Jocs Mediterranis de Tarragona 2018, juntament amb Nogaye Lo, Marina Lizarazu i Laura Quevedo.